# 星めぐりの歌
「星めぐりの歌」（ほしめぐりのうた）は、宮沢賢治作詞・作曲の歌。賢治の著作『双子の星』にて歌詞が用いられるほか、『銀河鉄道の夜』にも登場する。

## 概要
歌に登場する「あかいめだまのさそり」とはさそり座の心臓アンタレス、「あをいめだまの小いぬ」とはおおいぬ座のシリウスであり、「へびのとぐろ」とは逆S字が特徴のりゅう座のことである。また「小熊のひたいのうへは　そらのめぐりのめあて」とは北極星のことを指していると思われるが、北極星は本来こぐま座の尾の先の星である。
α星を「めだま」と表現するなど、星座の一般的な解釈とは異なる部分もあるが、歌詞は夜の天空の幻想的なイメージに満ちている。主旋律は親しみやすい五音音階で構成されており、BGMや様々な派生作品中のテーマ曲に採用されている。
2020年東京オリンピックの閉会式で、大竹しのぶと杉並児童合唱団が歌唱したことでも知られる。
作者の宮沢は1933年に死去しており、日本ではパブリックドメインとなっている。

## 本曲が使用・編用された主な作品
- 『銀河鉄道の夜』（アニメーション映画版）挿入歌:オルゴール
- 『セロひきのゴーシュ』（アニメーション映画版）オープニングテーマ：児童合唱団トマト
- 『ふるさとチャイム』東北新幹線・新花巻駅到着時の車内チャイム（1991年まで使用）
- 新花巻駅の発車メロディ 
  - 釜石線 - SL銀河接近 - 発車まで流れる（2014年4月〜2023年6月、SL銀河の運行終了により使用終了）
  - 東北新幹線 - 2023年3月25日より使用開始[4]。
- 『銀河ぽっぽ』花巻駅のからくり時計の正午のチャイム
- 『銀河鉄道の夜 -Fantasy Railroad in the Stars-』（KAGAYAによるプラネタリウム上映用作品） 挿入歌・エンディングテーマ
- 『planetarian 〜ちいさなほしのゆめ〜』（2004、ゲーム）エンディングテーマ （2016、WEBアニメ）第5話のエンディングテーマ 歌:MELL
- 『アカルイミライ』（映画）挿入歌 歌:藤竜也
- 『あなたへ』（映画）挿入歌 歌:田中裕子
- 『イーハトーヴ交響曲』 - 第2楽章 剣舞/星めぐりの歌で引用。
- 『あまちゃん』（2013、NHK総合） - 挿入曲として器楽演奏で使用されている。
- 『ケンジ先生』(舞台)演劇集団キャラメルボックスの作品。ZABADAKが「双子の星」のタイトルで作曲した。
- 『賢治島探検記』2006年再演(舞台)演劇集団キャラメルボックスの作品。サヌカイト(讃岐岩)で演奏した。
- 『放課後のプレアデス』（2015、テレビアニメ） - 第2話の挿入曲として使用。
- 『バジャのスタジオ』（2017、自主アニメ）挿入歌 歌:rino
- 『新日本風土記』（2019）石垣島の回で、石垣島天文台の紹介の箇所で使われた。
- 『ムジカ・ピッコリーノ』（2019 NHKEテレ）最終回「旅人たち」ラストにて本作キャラクター、フローラ（高沢英）、ピッピ（西條妃華）が歌った。
- 2020年東京オリンピック閉会式
- まちだガールズ・クワイアのアルバム『オリオン座流星群』に収録。
- EPOのシングル「星の舟歌」、アルバム『UVΛ』に収録。
- 『夏目友人帳 漆』（2024年、テレビ東京）第8話「月夜の夏目」で劇中歌として使用。

## 他人による作曲
賢治の歌詞を用いて新たに曲を付けたものがいくつか発表されており、丸山亜季、鈴木輝昭、瑞木薫、ZABADAK（「双子の星」のタイトルで）などによる「星めぐりの歌」が出版されている。